# 野球オーストラリア代表
野球オーストラリア代表は、国際大会に出場するオーストラリアの野球ナショナルチームである。

## 経歴
ナショナルチームは1897年に初めて結成され、アメリカ遠征で14試合で10勝を挙げたという記録が残っている。
1971年より国際大会（アジア野球選手権大会）に参加。
1995年以降はオセアニア選手権に参加。
1996年にはアトランタオリンピックに参加。
2000年は地元開催のシドニーオリンピックで6位の成績を記録した。
2004年のアテネオリンピックでは、予選で日本に勝利し、準決勝でも日本に勝利し、決勝戦ではキューバに敗れたものの銀メダルを獲得した。
2006年は第1回WBCに出場した。この大会では、1次ラウンドで敗退した。
2007年11月には、日本の福岡県で日本代表と「日豪親善 野球日本代表最終強化試合」が開催された。
2009年は第2回WBCに出場した。この大会でも1次ラウンドで敗退した。
2012年10月26日、27日、28日にシドニーのブラックタウン・ベースボールスタジアムで第3回WBCを見据えてオーストラリア・シリーズという強化試合が開催された。
2013年3月に行われた第3回WBCに出場したが、1次ラウンドで全敗し最下位となったため、次大会は予選からの出場となった。
2014年3月20日・21日にシドニーのシドニー・クリケット・グラウンドで、オーストラリア代表とMLB史上初のオーストラリアでの開幕戦を開催したロサンゼルス・ドジャースとアリゾナ・ダイヤモンドバックスが、開幕戦前に開催した親善試合であるオーストラリアン・チャレンジが開催された。
2015年8月から9月にかけて2015 WBSC U-18ワールドカップに出場した。また、クイーンズランド州ゴールドコーストでカナダ代表と強化試合も行った。
2016年2月に開催された第4回WBC予選では、決勝で南アフリカを下して本戦出場を決めた。
10月から11月にかけて第1回WBSC U-23ワールドカップに出場し準優勝した。
2017年3月には第4回WBC本戦に出場し、4大会連続の1次ラウンド敗退となった。3月28日に同年の世界ランクが発表され、今までの過去最高位だった2010年の9位を更新し、過去最高の8位にランクインした。
2018年3月に日本代表との強化試合が開催された。
2022年11月に札幌ドームで日本代表と強化試合を開催した。
2023年3月には第5回WBC本戦に出場し、B組2位として初の準々決勝進出を果たした。

## 国際大会

### ワールド・ベースボール・クラシック
| 回 | 年   | 開催地                                                                       | 順位            |
| -- | ---- | ---------------------------------------------------------------------------- | --------------- |
| 1  | 2006 | アメリカ合衆国の旗 · 日本の旗 · プエルトリコの旗                             | 1次ラウンド敗退 |
| 2  | 2009 | アメリカ合衆国の旗 · 日本の旗 · プエルトリコの旗 · メキシコの旗 · カナダの旗 | 1次ラウンド敗退 |
| 3  | 2013 | アメリカ合衆国の旗 · 日本の旗 · プエルトリコの旗 · 中華民国の旗              | 1次ラウンド敗退 |
| 4  | 2017 | アメリカ合衆国の旗 · 日本の旗 · 大韓民国の旗 · メキシコの旗                  | 1次ラウンド敗退 |
| 5  | 2023 | アメリカ合衆国の旗 · 日本の旗 · 中華民国の旗                                 | ベスト8         |
| 6  | 2026 |                                                                              | 出場権獲得      |

### オリンピック
| 回 | 年   | 開催地     | 順位     |
| -- | ---- | ---------- | -------- |
| 26 | 1992 | バルセロナ | 予選敗退 |
| 27 | 1996 | アトランタ | 7位      |
| 28 | 2000 | シドニー   | 7位      |
| 29 | 2004 | アテネ     | 準優勝   |
| 30 | 2008 | 北京       | 予選敗退 |
| 33 | 2021 | 東京       | 予選敗退 |

### WBSCプレミア12
| 回 | 年   | 開催地                                                | 順位         |
| -- | ---- | ----------------------------------------------------- | ------------ |
| 1  | 2015 | 日本の旗 · 中華民国の旗                               | 参加資格無し |
| 2  | 2019 | 日本の旗 · 中華民国の旗 · 大韓民国の旗 · メキシコの旗 | 6位          |
| 3  | 2024 | 日本の旗 · 中華民国の旗 · メキシコの旗                | 7位          |

### ワールドカップ
- 1972年 - 参加せず
- 1973年 - 参加せず
- 1974年 - 参加せず
- 1976年 - 参加せず
- 1978年 - 10位
- 1980年 - 10位
- 1982年 - 10位
- 1984年 - 予選敗退
- 1986年 - 予選敗退
- 1988年 - 予選敗退
- 1990年 - 予選敗退
- 1994年 - 9位
- 1998年 - 7位
- 2001年 - 10位
- 2003年 - 予選敗退
- 2005年 - 10位

### インターコンチネンタルカップ
- 1973年 - 参加せず
- 1975年 - 参加せず
- 1977年 - 参加せず
- 1979年 - 参加せず
- 1981年 - 8位
- 1983年 - 予選敗退
- 1985年 - 8位
- 1987年 - 予選敗退
- 1989年 - 予選敗退
- 1991年 - 予選敗退
- 1993年 - 6位
- 1995年 - 予選敗退
- 1997年 - 3位
- 1999年 - 優勝
- 2002年 - 予選敗退
- 2006年 - 5位

### アジア野球選手権
- 1971年 - 4位
- 1973年 - 5位
- 1975年 - 3位
- 1983年 - 4位
- 1985年 - 4位
- 1987年 - 5位
- 1991年 - 4位
- 1993年 - 4位

## 主な代表選手

### オリンピック
- 2004年アテネオリンピックの野球競技・オーストラリア代表

### ワールド・ベースボール・クラシック
- 2006 ワールド・ベースボール・クラシック・オーストラリア代表
- 2009 ワールド・ベースボール・クラシック・オーストラリア代表
- 2013 ワールド・ベースボール・クラシック・オーストラリア代表
- 2017 ワールド・ベースボール・クラシック・オーストラリア代表
- 2023 ワールド・ベースボール・クラシック・オーストラリア代表

### WBSCプレミア12
- 2019 WBSCプレミア12 オーストラリア代表
- 2024 WBSCプレミア12 オーストラリア代表

### アジアプロ野球チャンピオンシップ
- 2023 アジア プロ野球チャンピオンシップ オーストラリア代表

## その他
毎年冬季にオーストラリアン・ベースボールリーグ（ABL）とABLオールスターゲームを行っている。
代表を管轄するオーストラリア野球連盟は、2018年1月に東京都の府中市との間で2020年東京オリンピック・パラリンピックなどに関する事前キャンプの覚書を締結。同年2月には同市がオーストラリアのホストタウンとなったほか、2023年2月には再び覚書の締結を行った。東京五輪については、代表が野球競技の最終予選への出場を辞退したことから事前キャンプは実施されなかったものの、2018年の侍ジャパンシリーズ、2019年のプレミア12、2023年のWBCおよびアジアプロ野球チャンピオンシップ、2024年のプレミア12において、同市内での代表チームの事前キャンプを実施している。
鳴り物を使った応援文化が無いがために、アジア圏の強豪チームと対戦する際に相手の応援が木霊する一方で、オーストラリアの攻撃中は静かであることも多かったが、2023年のWBCではティム・ケネリーの娘が父の打席中に「レッツゴーダディ」などと叫んでいたのが話題となった。また、同年に行われたアジアプロ野球チャンピオンシップの3位決定戦では、代表公式Xにて日本人に向けてオーストラリア方式のチャントと中日ドラゴンズのかつての応援歌である「狙い撃ち」を使っての応援を要望したところ、有志が集まり応援団が自然発生。Xで要望された「狙い撃ち」を始め、多くのNPBの応援歌が大合唱されるなどした。